# 建宮敬仁親王
建宮敬仁親王（日語平假名：たけのみやゆきひとしんのう，1877年9月23日－1878年7月26日），日本明治天皇第二皇子。母為柳原愛子，大正天皇同母兄。由於異母長兄稚瑞照彥尊出生當天即夭折，故御名及御稱號中頗有皇太子之格局，於1877年9月29日被命名告示貼出，叙三品，徽印印號不詳，住居賜與桃華殿。該建築物於1978年被移築至明治神宮神殿的東方，並獲選為「指定歷史建造物」。
建宮敬仁親王未及一年便夭折了。